# Hyakunin Isshu

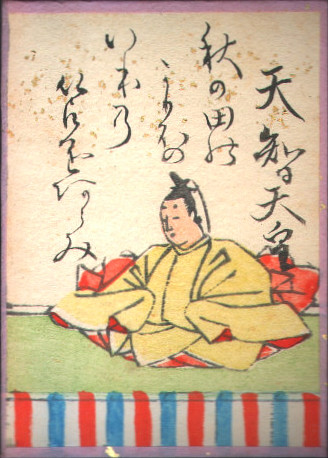
Primera carta del Hyakunin Isshu.

Hyakunin Isshu (百人一首?   , literalmente «cien personas, un poema») es un estilo de antología tradicional de compilación de la poesía japonesa waka en donde cada exponente tiene escrito un poema para dicha antología. También se refiere al juego de cartas uta-garuta, que usa un baraja compuesta por poemas de cada autor.

## Colección poética
El más famoso Hyakunin Isshu, conocido a veces como "el" Hyakunin Isshu debido a que ningún otro se le compara por su notabilidad, es el Ogura Hyakunin Isshu, o Cien poetas, cien poemas (también traducido como Cien poetas, un poema cada uno). Fujiwara no Teika recopiló la antología del período Kamakura (siglo XIII). .  En uno de sus diarios, el Meigetsuki, dice que su hijo Fujiwara no Tameie, le pidió a él que recopilara cien poemas para el padrastro de Tameie, con el fin de decorar una residencia cerca del monte Ogura, en Kioto; de ahí el nombre de "Ogura Hyakunin Isshu". Todos los poetas están ordenados de una manera tradicional y asignados con un número.
Son poemas breves, llamados tanka, de cinco versos de 5,7,5,7 y 7 sílabas, de los cuales los tres primeros plantean un tema que se suele resolver en los dos últimos. Se difundieron enormemente durante el período Edo en la forma de un juego de cartas en dos barajas, (una con los poemas completos y otra solo con sus finales), consistente en que al escuchar los tres primeros versos de un poema, cada jugador debía tratar de asociarlos rápidamente con la carta en la que estaban escritos los dos últimos. Esto fue lo que la convirtió en una antología tan popular, incluso en las ediciones tardías.
También se han compilado otras antologías con el mismo criterio, una de las más sobresalientes es el Aikoku Hyakunin Isshu (愛国百人一首?) hecho durante la Segunda Guerra Mundial.

## Juego de cartas

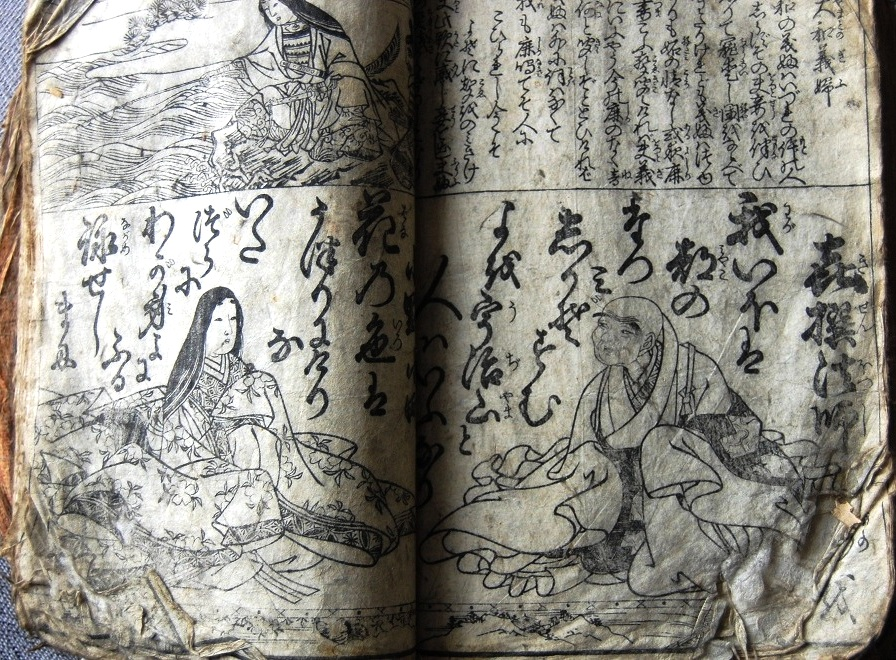
Hyakunin-isshu del periodo EDO

En el uta-garuta existen dos tipos de cartas: los yomifuda (読み札?), en el que están escritas las palabras y los torifuda (取り札?), en el que hay dibujos.
La parte inicial del poema waka del Hyakunin Isshu está escrito en el yomifuda, mientras que la parte final del poema está escrito en el torifuda. Cuando un jugador lee la carta yomifuda, el otro jugador debe buscar rápidamente entre los torifuda la carta que hace pareja y leerla.
El objetivo de este juego es memorizar completamente los cien poemas, para poder ser capaz de buscar la carta correcta cuando el jugador recita la parte inicial del waka.

### En español
- VV. AA. (2004) Cien Poetas, Cien Poemas. Hyakunin Isshu (antología de poesía clásica japonesa). Ediciones Hiperión. ISBN 9788475178066
- VV.AA. (2016) Cien poetas, un poema cada uno. Traducción, notas y prólogo: Masateru Ito. Revisión: Elena Gallego. Edición bilingüe. Editorial Taiseido Shobo, Japón, 2016.

### En inglés
- Fujiwara no Sadaie, Thomas Galt. (1982). The Little Treasury of One Hundred People, One Poem Each. (enlace roto disponible en Internet Archive; véase el historial, la primera versión y la última). Princeton: Princeton University Press. 10-ISBN 0-691-06514-4; 13-ISBN 978-0-691-06514-4
- Fujiwara no Sadaie, Yoritsuna Utsunomiya, William Ninnis Porter. (1979) A Hundred Verses from Old Japan, Being a Translation of the Hyaku-nin-isshiu: Being a Translation of the Hyaku-nin-isshiu. Tokyo: Tuttle Publishing. 10-ISBN 4-805-30853-2; 13-ISBN 978-4-805-30853-0
- Mostow, Joshua S., ed. (1996). Pictures of the Heart: The Hyakunin Isshu in Word and Image. Honolulu: University of Hawaii Press. 10-ISBN 0-824-81705-2; 13-ISBN 978-0-824-81705-3
- Peter McMillan (2008) One hundred poets, one poem each: a translation of the Ogura Hyakunin Isshu. New York: Columbia University Press. ISBN 9780231143981
- Hideaki Nakano (2023) WAKA WAKA 100 - Hyakunin Isshu. 13-ISBN 979-8-871-37904-2